# Moskee van Macau
De Moskee van Macau is een moskee in de Chinese speciale bestuurlijke regio Macau. De huidige moskee werd gebouwd in de jaren tachtig van de 20e eeuw en is de enige moskee van Macau.
Het complex bestaat uit de moskee zelf, de uitbreiding van de moskee, de moslimbegraafplaats, het hoofdkantoor van de Islamitische Vereniging van Macau, een wasruimte, een badmintonveld en een speeltuin.
De moskee werd mogelijk gebouwd door moslims die met het Portugese leger naar China kwamen. Aanvankelijk werden deze moslims door het leger uit Zuid-Azië gerekruteerd. Binnen het terrein bevindt zich een begraafplaats met enkele eeuwenoude graven, wat erop wijst dat de islam honderden jaren geleden naar Macau kwam.